# Мелроуз Бейо Кай-Банья
Пані Мелроуз Бейо Кай-Банья (англ. Melrose Beyon Kai-banya) (13 січня 1943 — 24 грудня 2013) — сьєрра-леонський дипломат. Надзвичайний і Повноважний Посол Сьєрра-Леоне в РФ та в Україні за сумісництвом (з 1999). Була дуайеном Дипломатичного корпусу в РФ.
У 1999 році Сьєрра-Леоне та Україна встановили дипломатичні відносини на рівні послів. Посол Сьєрра-Леоне в Росії Мелроуз Кай-Баня стала виконувати функції посла в Україні за сумісництвом. До цього Україна звинувачувалася Президентом Сьєрра-Леоне у постачанні зброї повстанцям, які воюють у Сьєрра-Леоне, уряд України ці звинувачення спростував.